# Receptor 5-HT6
El receptor 5-HT6 es un subtipo de receptor 5-HT que une el neurotransmisor endógeno de la serotonina (5-hydroxytryptamine, 5-HT). Es un receptor acoplado a proteínas G (GPCR de sus siglas en inglés) que está acoplado a la Gs/Go y media la neurotransmisión excitatoria. HTR6 denota al genotipo humano para el receptor.